# Paisagem do Campo do Ipiranga
Paisaje del Campo de Ipiranga es una pintura de Antônio Parreiras  fechada en 1893. La obra pertenece al género de pintura histórica y se encuentra en el Museu Paulista, que la adquirió en 2010. El cuadro representa un paisaje con el edificio del museo al fondo. La obra fue realizada con pintura al óleo y mide 100 cm de alto y 148,5 cm de ancho.
El paisaje representado por Parreiras presenta la zona rural que a finales del siglo XIX, rodeaba São Paulo, destacando al fondo el edificio monumental del antiguo Museo de Historia Natural, inaugurado en 1895. Los elementos del campo son pequeñas montañas con vegetación baja, delimitadas por una cerca de alambre. Al fondo, hay nubes, como si estuvieran en movimiento.
En el paisaje veraniego del entorno del Ipiranga se representa un contraste evidente entre la casa rural y el edificio monumental. Por un lado, el monumento crea una sensación de extrañeza, ya que no parece pertenecer al campo. Por otro lado, el edificio parece anticipar la desaparición de este paisaje, con la llegada de la ciudad.
Esta pintura de Parreiras, que provenía del circuito intelectual de Río de Janeiro, participó en el proceso de expansión del ambiente cultural de la ciudad de São Paulo. De hecho, fue uno de los pocos artistas cariocas que actuó en la escena paulista.